# روسدورف (تورینگن)
روسدورف (به آلمانی: Roßdorf) یک شهر در آلمان است که در تورینگن واقع شده‌است. روسدورف ۷۰۹ نفر جمعیت دارد.